# Crenopanimerus quadripunctatus
Crenopanimerus quadripunctatus is een muggensoort uit de familie van de glansmuggen (Psychodidae). De wetenschappelijke naam van de soort is voor het eerst geldig gepubliceerd in 1907 door Banks.